# Acantholimon atropatanum
Acantholimon atropatanum är en triftväxtart som beskrevs av Aleksandr Andrejevitj Bunge. Acantholimon atropatanum ingår i släktet Acantholimon och familjen triftväxter. Inga underarter finns listade i Catalogue of Life.